# Candia (España)
Candia (llamada oficialmente San Pedro de Candia) es una parroquia española del municipio de Abadín, en la provincia de Lugo, Galicia.

## Localización
La parroquia es atravesada por la carretera N-634, la Autovía del Cantábrico y el Camino de Santiago del Norte.

## Geografía
Está ubicada en una especie de ladera casi llana que baja desde O Cerro, y regado por el río Abadín. En la parroquia predominan las praderas verdes, bosques de ribera y pequeños arbolados. Hay plantaciones de eucaliptos por los alrededores de las aldeas de Louside y Penamoura.

## Organización territorial
La parroquia está formada por quince entidades de población, constando ocho de ellas en el nomenclátor del Instituto Nacional de Estadística español:
- A Galgueira
- Carballás
- Carballido
- Castros (Os Castros)
- Grandela (A Grandela)
- Louside
- Penamoura (A Penamoura)
- Plazas (As Prazas)
- O Barrio de Rei
- O Cristo
- Piedrafita (Pedrafita)
- Ponterroxal
- Rego de Candia
- Rozavella
- Ruxidoiro

## Demografía
| Gráfica de evolución demográfica de Cándia entre 2000 y 2019 |
|                                                              |
| Datos según el nomenclátor publicado por el INE.             |